# Bérenger de Millau
Bérenger  Ier de Millau puis Bérenger de Carlat, né vers 1025, mort vers 1080 fut vicomte de Millau et de Rodez en 1051, et, par mariage, vicomte de Carlat. Il était fils de Richard II, vicomte de Millau et de Rodez, et de Rixinde de Narbonne.

## Biographie
Vers  1080, avec sa femme Adèle et Nobilia de Lodève, mère d'Adèle, ainsi que leurs trois enfants Richard, Gilbert et Raymond, il fait une donation à l'abbaye fondée par Gausbert, moine à Saint-Amans de  Rodez,  avec un terrain entre quatre croix formant une sauveté dépendante du  château de Mandulphe, et pour le spirituel de la paroisse de  Junhac. Le nom de Montsalvy (Montis Salvii) n'apparaîtra qu'en 1093 dans une bulle de Célestin III qui rattache directement la nouvelle abbaye au  Saint-Siège.

## Famille
Avant 1050, il épouse Adèle, vicomtesse de Carlat, fille de Girbert, vicomte de Carlat, et de Nobilia, vicomtesse de Lodève. Ils eurent au moins trois fils :
- Richard III de Millau († 1135), père de Hugues Ier, († 1159), vicomte de Carlat, comte de Rodez ;
- Gilbert de Millau († 1111) ;
- Raymond.